# Bourges
Bourges là tỉnh lỵ của tỉnh Cher, thuộc vùng hành chính Centre-Val de Loire của nước Pháp, có dân số là 69.900 người (thời điểm 2005).

## Khí hậu
| Dữ liệu khí hậu của Bourges (1981–2010)   | Dữ liệu khí hậu của Bourges (1981–2010) | Dữ liệu khí hậu của Bourges (1981–2010) | Dữ liệu khí hậu của Bourges (1981–2010) | Dữ liệu khí hậu của Bourges (1981–2010) | Dữ liệu khí hậu của Bourges (1981–2010) | Dữ liệu khí hậu của Bourges (1981–2010) | Dữ liệu khí hậu của Bourges (1981–2010) | Dữ liệu khí hậu của Bourges (1981–2010) | Dữ liệu khí hậu của Bourges (1981–2010) | Dữ liệu khí hậu của Bourges (1981–2010) | Dữ liệu khí hậu của Bourges (1981–2010) | Dữ liệu khí hậu của Bourges (1981–2010) | Dữ liệu khí hậu của Bourges (1981–2010) |
| Tháng                                     | 1                                       | 2                                       | 3                                       | 4                                       | 5                                       | 6                                       | 7                                       | 8                                       | 9                                       | 10                                      | 11                                      | 12                                      | Năm                                     |
| ----------------------------------------- | --------------------------------------- | --------------------------------------- | --------------------------------------- | --------------------------------------- | --------------------------------------- | --------------------------------------- | --------------------------------------- | --------------------------------------- | --------------------------------------- | --------------------------------------- | --------------------------------------- | --------------------------------------- | --------------------------------------- |
| Cao kỉ lục °C (°F)                        | 17.6 (63.7)                             | 22.6 (72.7)                             | 29.4 (84.9)                             | 29.4 (84.9)                             | 32.0 (89.6)                             | 38.0 (100.4)                            | 39.6 (103.3)                            | 39.9 (103.8)                            | 35.1 (95.2)                             | 31.7 (89.1)                             | 23.4 (74.1)                             | 20.0 (68.0)                             | 39.9 (103.8)                            |
| Trung bình ngày tối đa °C (°F)            | 6.9 (44.4)                              | 8.5 (47.3)                              | 12.5 (54.5)                             | 15.5 (59.9)                             | 19.6 (67.3)                             | 23.1 (73.6)                             | 26.0 (78.8)                             | 25.6 (78.1)                             | 21.8 (71.2)                             | 17.0 (62.6)                             | 10.7 (51.3)                             | 7.4 (45.3)                              | 16.3 (61.3)                             |
| Tối thiểu trung bình ngày °C (°F)         | 1.1 (34.0)                              | 1.1 (34.0)                              | 3.4 (38.1)                              | 5.3 (41.5)                              | 9.2 (48.6)                              | 12.4 (54.3)                             | 14.4 (57.9)                             | 14.1 (57.4)                             | 11.1 (52.0)                             | 8.3 (46.9)                              | 4.0 (39.2)                              | 1.8 (35.2)                              | 7.2 (45.0)                              |
| Thấp kỉ lục °C (°F)                       | −20.4 (−4.7)                            | −16.4 (2.5)                             | −11.3 (11.7)                            | −3.7 (25.3)                             | −2.6 (27.3)                             | 3.4 (38.1)                              | 4.6 (40.3)                              | 4.6 (40.3)                              | 1.8 (35.2)                              | −5.0 (23.0)                             | −9.1 (15.6)                             | −14.0 (6.8)                             | −20.4 (−4.7)                            |
| Lượng Giáng thủy trung bình mm (inches)   | 55.2 (2.17)                             | 52.0 (2.05)                             | 53.2 (2.09)                             | 62.4 (2.46)                             | 78.6 (3.09)                             | 60.5 (2.38)                             | 66.1 (2.60)                             | 55.0 (2.17)                             | 59.7 (2.35)                             | 71.7 (2.82)                             | 65.7 (2.59)                             | 67.8 (2.67)                             | 747.9 (29.44)                           |
| Số ngày giáng thủy trung bình             | 11.6                                    | 9.3                                     | 10.2                                    | 10.6                                    | 11.6                                    | 8.6                                     | 7.9                                     | 7.7                                     | 8.2                                     | 10.4                                    | 10.9                                    | 11.3                                    | 118.2                                   |
| Độ ẩm tương đối trung bình (%)            | 87                                      | 82                                      | 76                                      | 73                                      | 76                                      | 74                                      | 69                                      | 71                                      | 75                                      | 84                                      | 87                                      | 88                                      | 78.5                                    |
| Số giờ nắng trung bình tháng              | 67.9                                    | 88.6                                    | 151.0                                   | 175.7                                   | 210.0                                   | 224.9                                   | 239.0                                   | 232.7                                   | 185.8                                   | 124.5                                   | 72.2                                    | 55.3                                    | 1.827,5                                 |
| Nguồn 1: Météo France                     |                                         |                                         |                                         |                                         |                                         |                                         |                                         |                                         |                                         |                                         |                                         |                                         |                                         |
| Nguồn 2: Infoclimat.fr (độ ẩm, 1961–1990) |                                         |                                         |                                         |                                         |                                         |                                         |                                         |                                         |                                         |                                         |                                         |                                         |                                         |

## Nhân khẩu học
| 1954   | 1962   | 1968   | 1975   | 1982   | 1990   | 1999   | 2006   |
| ------ | ------ | ------ | ------ | ------ | ------ | ------ | ------ |
| 53 879 | 60 632 | 70 814 | 77 300 | 76 432 | 75 609 | 72 480 | 71 000 |

## Các thành phố kết nghĩa
- Augsburg (Đức)
- Aveiro (Bồ Đào Nha)
- Forlì (Ý)
- Koszalin (Ba Lan)
- Palencia (Tây Ban Nha)
- Peterborough (Anh)

## Những người con của thành phố
- Philippe Basiron, nhà soạn nhạc
- Louis Lacombe, nhà soạn nhạc
- Louis XI vua Pháp
- Jean-Christophe Rufin, bác sĩ, nhà văn và nhà hoạt động nhân đạo
- Jacques Coeur, thương gia và là bộ trưởng bộ tài chính của vua trong thế kỷ 15